# 貝維尤-蒙塔爾文 (加利福尼亞州)
貝維尤-蒙塔爾文（英語：Bayview-Montalvin）是位於美國加利福尼亞州康特拉科斯塔縣的一個非建制地區。該地的面積和人口皆未知。

## 地理
貝維尤-蒙塔爾文的座標為38°00′03″N 122°19′31″W / 38.00083°N 122.32528°W，而該地的平均海拔高度為21米（即69英尺）。